# Альтенштадт (Гессен)
Альтенштадт (нем. Altenstadt) — община в Германии, в земле Гессен. Подчинён административному округу Дармштадт. Входит в состав района Веттерау. Население составляет 11 938 человек (на 31 декабря 2010 года). Занимает площадь 30,08 км².
Община подразделяется на 8 сельских округов.